# Incestophantes australis
Incestophantes australis is een spinnensoort in de taxonomische indeling van de hangmatspinnen (Linyphiidae).
Het dier behoort tot het geslacht Incestophantes. De wetenschappelijke naam van de soort werd voor het eerst geldig gepubliceerd in 2009 door Gnelitsa.